# Преображенский храм (Обуховка)
Церковь Спаса Преображения ― храм в хуторе Обуховка, Азовский район, Ростовская область. Относится к Ростовской и Новочеркасской епархии. Возведён в 1864 году в русском стиле.

## История
Строительство церкви началось 22 августа 1861 года ― в этот день место постройки было освящено. Строительные работы, активное участие в которых принимали местные казаки, продвигались довольно быстро, и уже к августу 1864 они были завершены. 3 июля 1866 года церковь была освящена благочинным священником Иоанном Диковым.
В 1890 году в церкви у южной стороны был устроен придел, в котором был освящён престол во имя святого Андрея Критского. Через четыре года у северный стороны был устроен второй придел во имя равноапостольных Константина и Елены.
Хотя храм постоянно расширялся, к 1910 он уже не мог вмещать всех прихожан. Прихожанам и священнослужителям пришлось церкви обратиться в областное Правление Войска Донского с ходатайством о расширении церкви и устройстве водяного отопления. В 1912 году прихожане вновь обратились с ходатайством, на сей раз о строительстве колокольни по проекту архитектора Г. Н. Васильева. Строительные работы, вероятнее всего, были завершены в 1913 году, хотя точных данных об этом нет.
В 1940 году советские власти планировали закрыть храм. Однако прихожанам удалось его сохранить от посягательств: местные жители устроили у него круглосуточное дежурство, не допуская в него представителей Елизаветинского сельсовета. Однажды, после очередного конфликта с властями, старики и дети вместе с отцом Николаем заперлись в церкви и объявили, что его придётся взрывать вместе с ними.
Храм удалось отстоять и во время очередной антирелигиозной кампании уже во время пребывания у власти Н.С.Хрущёва: делегации партийных представителей местные жители забрасывали камнями. Таким образом, церковь стала одной из немногих, в которых богослужения никогда не прекращались и которые не были подвергнуты разграблению.